# Glenbeigh
Glenbeigh (auch: Glanbehy, irisch Gleann Beithe) ist eine Ortschaft auf der Iveragh-Halbinsel im County Kerry in der Provinz Munster in Irland. Ihre Einwohnerzahl beträgt laut Volkszählung 2022 426 Menschen. Sie ist auf der berühmten touristischen Panoramastraße Ring of Kerry gelegen, der wiederum Teil des Wild Atlantic Way, einer Fernstraße entlang der Westküste Irlands, ist. Durch den Ort führt die N70 von Killorglin nach Cahersiveen.
Glenbeigh liegt am Fluss Behy (irisch An Bheithe, zu beith, Birke, Ortsname somit „Tal der Behy, des ‚Birkenflusses‘“). Die alternative anglisierte Schreibung Glenbehy (irisch ebenfalls Gleann Beithe) wird für die Civil Parish verwendet, zu der der Ort gehört. 
In der Nähe der Ortschaft (etwa 5 km entfernt) befindet sich das Freilichtmuseum Kerry Bog Village, in dem ein im Stil des 18. und 19. Jh. nachgebautes Bauern- bzw. Torfstecher-Dorf aus dem 18. und 19. Jahrhundert besichtigt werden kann. Die Betreiberfamilie dieses Museums setzte sich u. a. auch für die Wiederbelebung der traditionellen Kerry Bog Ponies ein.
In der Nähe befindet sich der Glenbeigh Tower (auch: Wynn’s Castle), einem Folly, und im Ort die St. James Catholic Church.

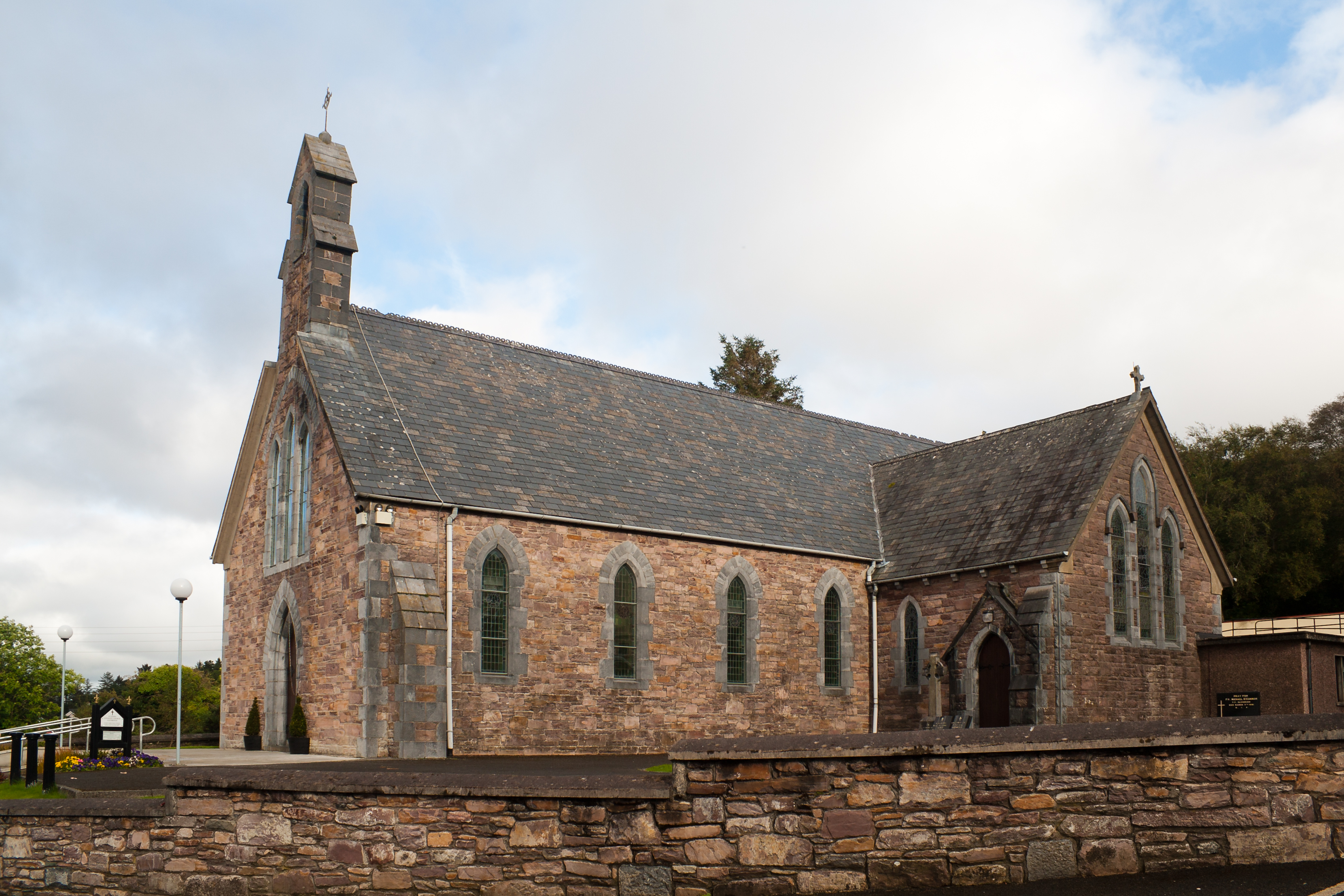
St. James Catholic Church
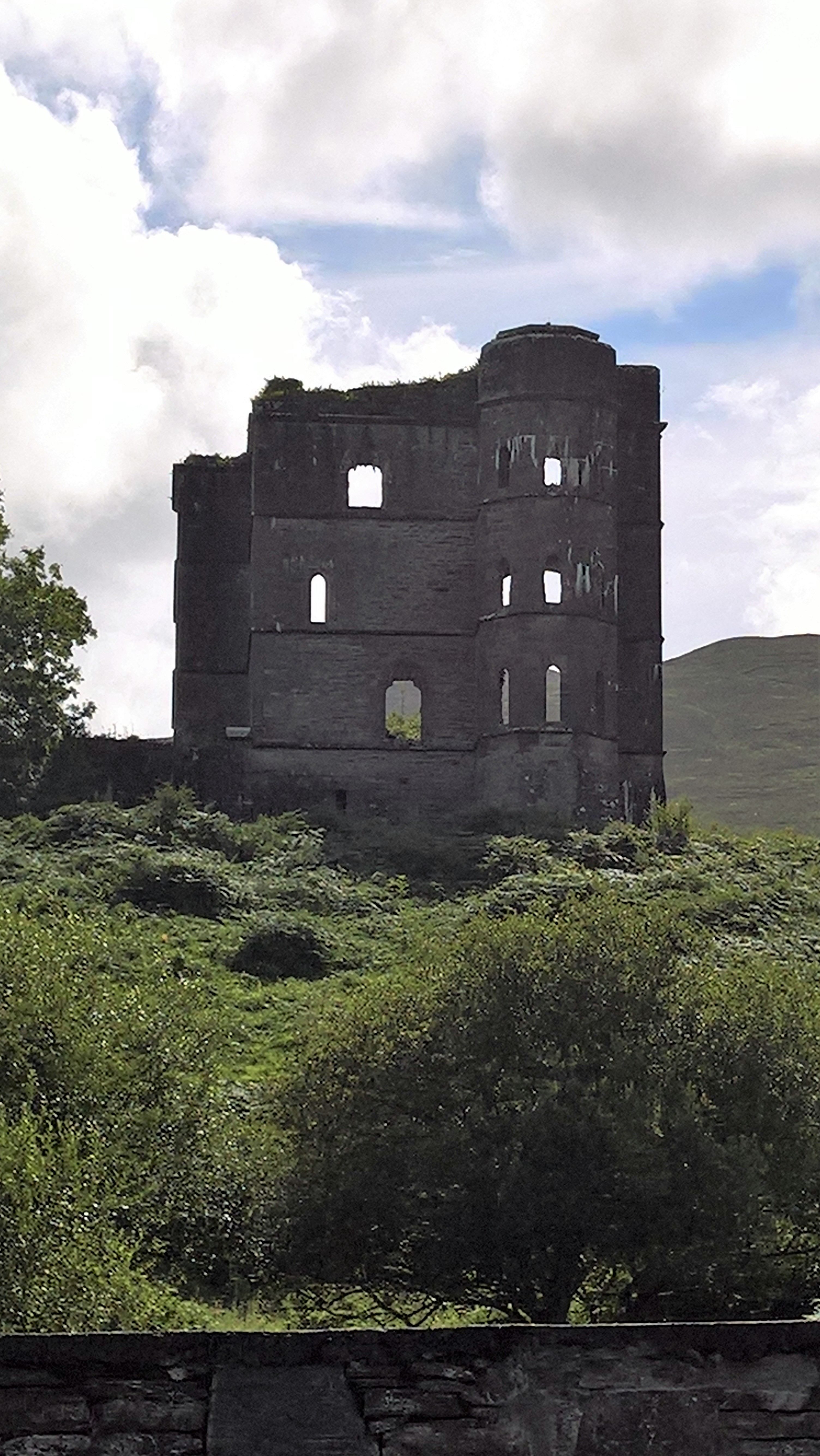
Glenbeigh Tower